# Kodo Sawaki
Kodo Sawaki (沢木興道, Sawaki Kōdō, 1880-1965) é considerado por alguns como o mais importante mestre zen japonês do século XX. Seus pais morreram cedo e ele acabou sendo adotado por um viciado em jogo e uma ex-prostituta. Aos 16 anos ele fugiu de casa para tornar-se um monge no Eiheiji, um dos dois principais templos da escola Soto de zen. Inicialmente sem sucesso, ele finalmente foi ordenado monge e começou seus estudos zen. Posteriormente passou a dar palestras e instruções sobre a prática do zazen. Durante os anos 1930 ele foi chamado para ser professor na Universidade de Komazawa. Concomitantemente tornou-se responsável pelo Antaiji, um templo zen no norte de Kyoto. Devido à suas contínuas viagens pelo Japão para praticar zazen com pessoas em todos os lugares ele ficou conhecido como "Kodo sem teto." Sawaki Kodo Roshi morreu a 21 de dezembro de 1965, em Antaiji. Ele foi sucedido por seu discípulo mais próximo, Kosho Uchiyama, que colecionou várias dos dizeres de Sawaki, publicados sob o título The Zen Teaching of "Homeless" Kodo (os ensinamentos zen de "Kodo sem teto".